# Corta el rollo ya/Y cantaba las canciones
Corta el rollo ya/Y cantaba las canciones è un 45 giri di Rino Gaetano, pubblicato in Spagna nel 1978 dalla RCA Victor.

## Il disco
La copertina del disco raffigura una vignetta in spagnolo di Forges, vignettista di punta di El País in cui un condannato a morte incita in modo irriverente il boia a giustiziarlo, nonostante le esitazioni dell'esecutore per futili motivi.

### Corta el rollo ya
La canzone ha la stessa musica di Nuntereggae più, ma con personaggi dell'attualità spagnola dell'epoca (Pirri, Susana Estrada, Vicente del Bosque ed altri). Il titolo della canzone, Corta el rollo ya significa infatti Dacci un taglio, dai o comunque Smettila, dai. Gli autori del testo spagnolo sono Carlos Murciano Gonzalez, Antonio Martinez Hernandez.

### Y cantaba las canciones
La canzone è praticamente la traduzione della canzone E cantava le canzoni: sotto forma di tammurriata, infatti, il cantautore canta in spagnolo tutti i personaggi dell'originale, con Bice che viene sostituita con una più spagnola Luìsa. La traduzione del testo è stata fatta da José Maria Lope Toledo Manzano.

## Tracce
1. Corta el rollo ya
2. Y cantaba las canciones